# Carex acutata
Espèce
Classification phylogénétique
Carex acutata est une espèce de plantes du genre Carex et de la famille des Cyperaceae.